# تنام تيبوي
تنام تيبوي (الاسم العلمي: Crypturellus ptaritepui) هو نوع من الطيور يتبع جنس التنام مخفي الذيل من فصيلة التنامية.